# 14616 ван Гал
14616 ван Гал (14616 Van Gaal) — астероїд головного поясу, відкритий 10 жовтня 1998 року.
Тіссеранів параметр щодо Юпітера — 3,477.